# Amerikaanse presidentsverkiezingen 1848
De Amerikaanse presidentsverkiezingen van 1848 betekenden een strijd tussen de kandidaat van de Whig Party, en oorlogsheld, Zachary Taylor en zijn Democratische rivaal Lewis Cass. President James Polk stelde zich niet herkiesbaar voor een tweede termijn.

## Nominaties
De Whig Party nomineerde Taylor met ruime marge, nadat beide partijen de oorlogsheld van de Mexicaans-Amerikaanse Oorlog hadden geprobeerd te strikken als hun kandidaat. Millard Fillmore werd als zijn running mate genomineerd.
Bij de Democraten werd Lewis Cass genomineerd met William Butler als kandidaat voor het vicepresidentschap.
Een belangrijk deel van de Democraten verzette zich tegen de nominatie van Cass die als pro-slavernij werd gezien. Deze groep Democraten verliet de partijconventie en richtte de Free Soil Party op en nomineerde oud-president Martin Van Buren en Charles Adams sr. als haar kandidaten.

## Presidentskandidaten

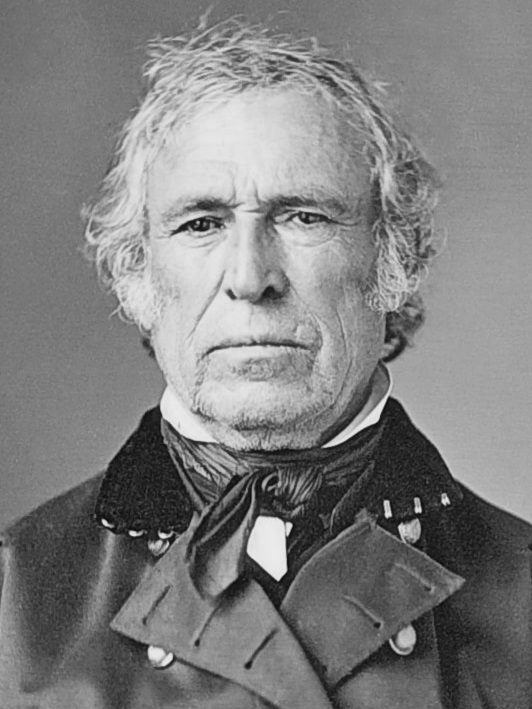
General Zachary Taylor uit Louisiana Whig Partij
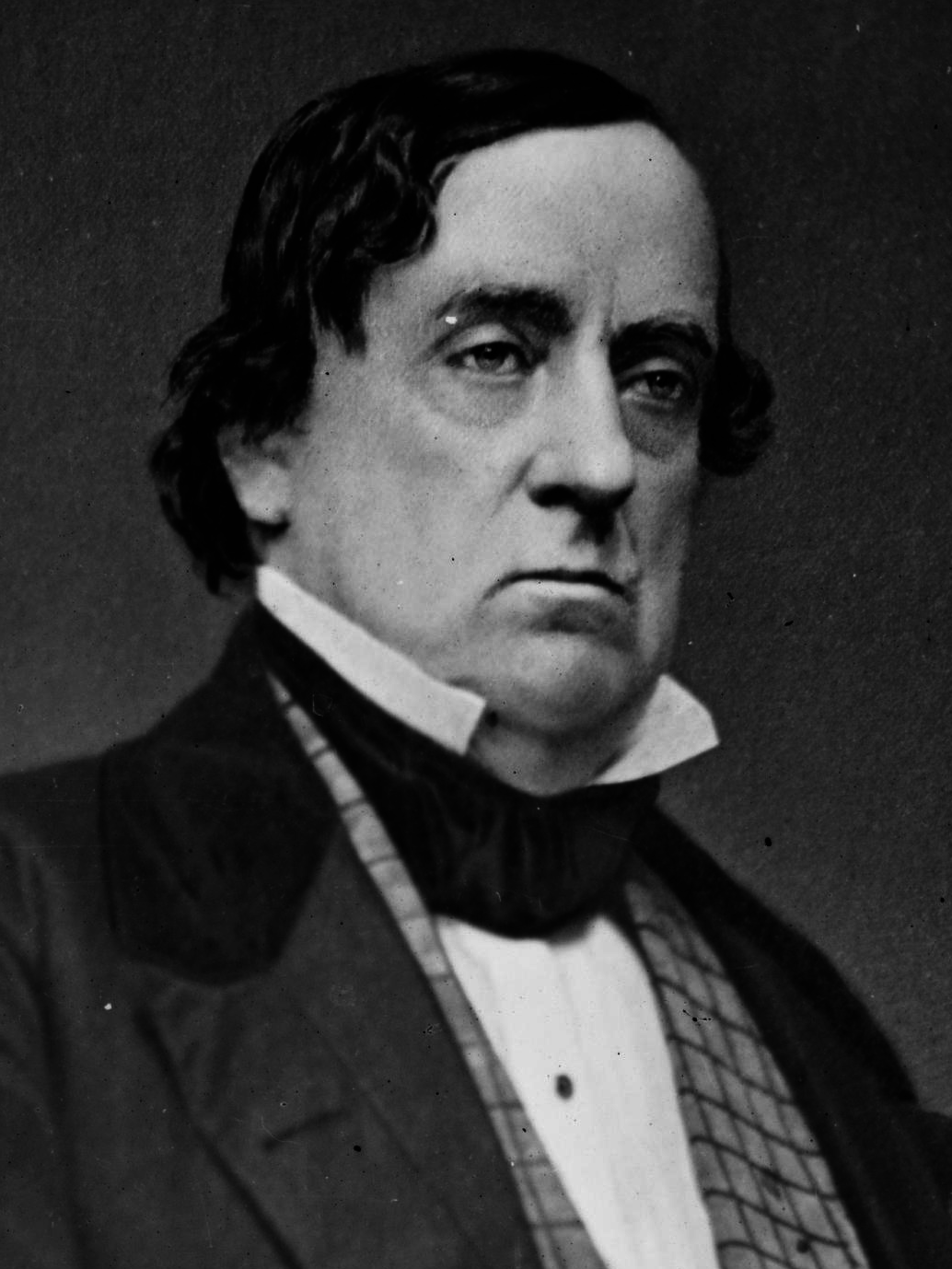
Voormalig Senator Lewis Cass uit Michigan Democratische Partij
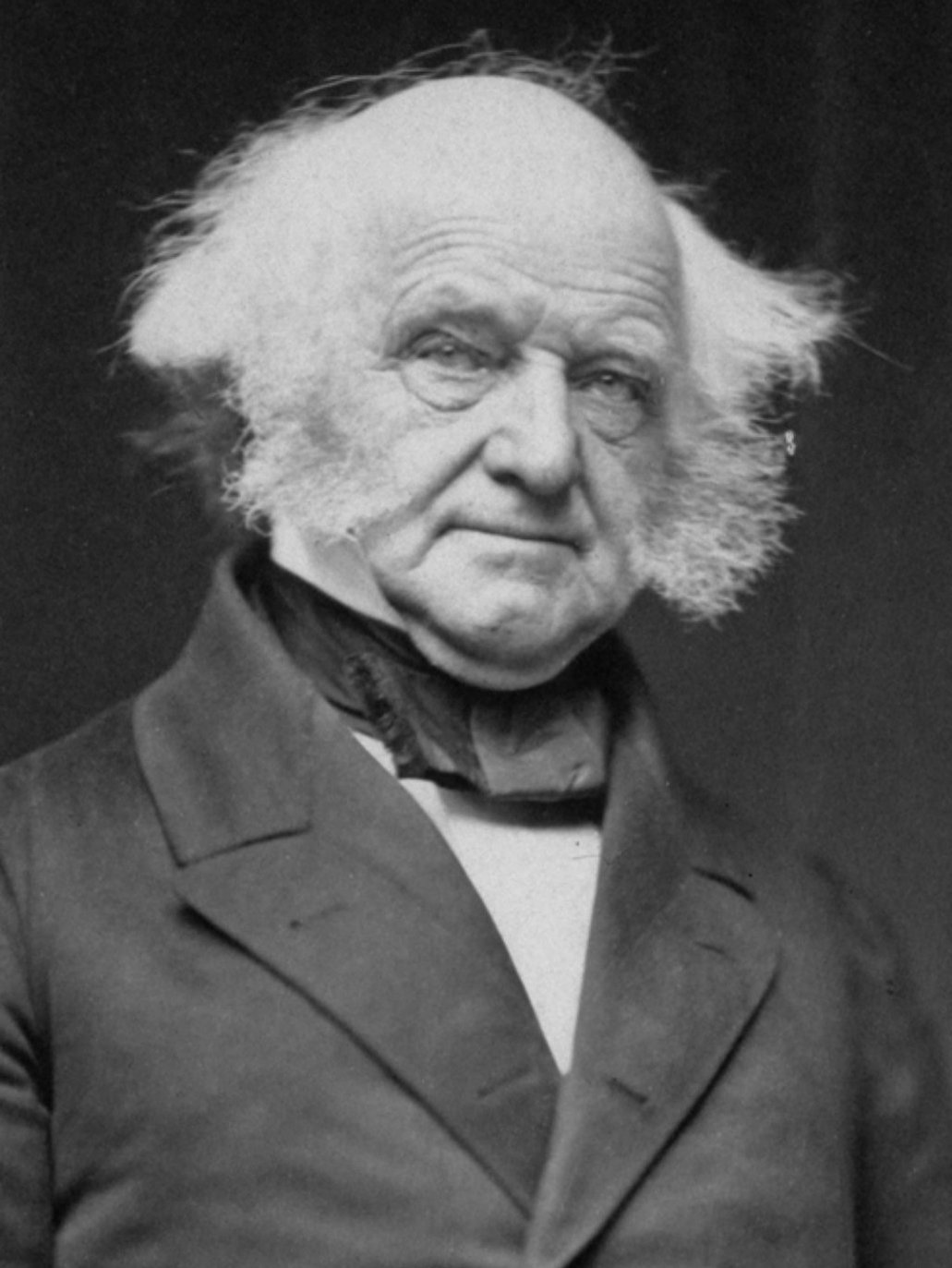
Voormalig President Martin Van Buren uit New York Free Soil Partij

- Voormalig 
 Senator 
 Lewis Cass 
 uit Michigan 
 Democratische Partij
- Voormalig 
 President 
 Martin Van Buren 
 uit New York 
 Free Soil Partij

### Vicepresidentskandidaten

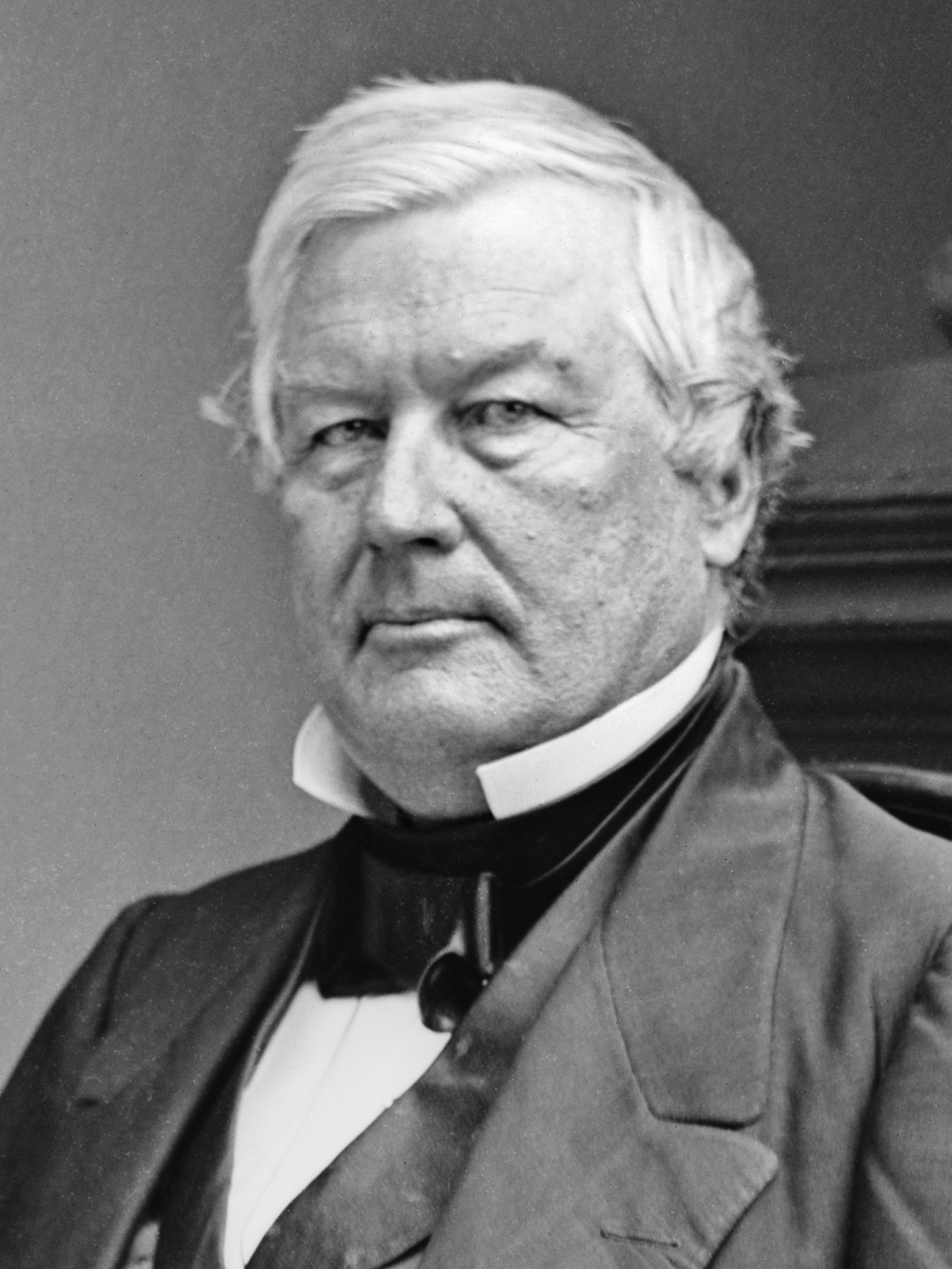
Voormalig Afgevaardigde Millard Fillmore uit New York Whig Partij
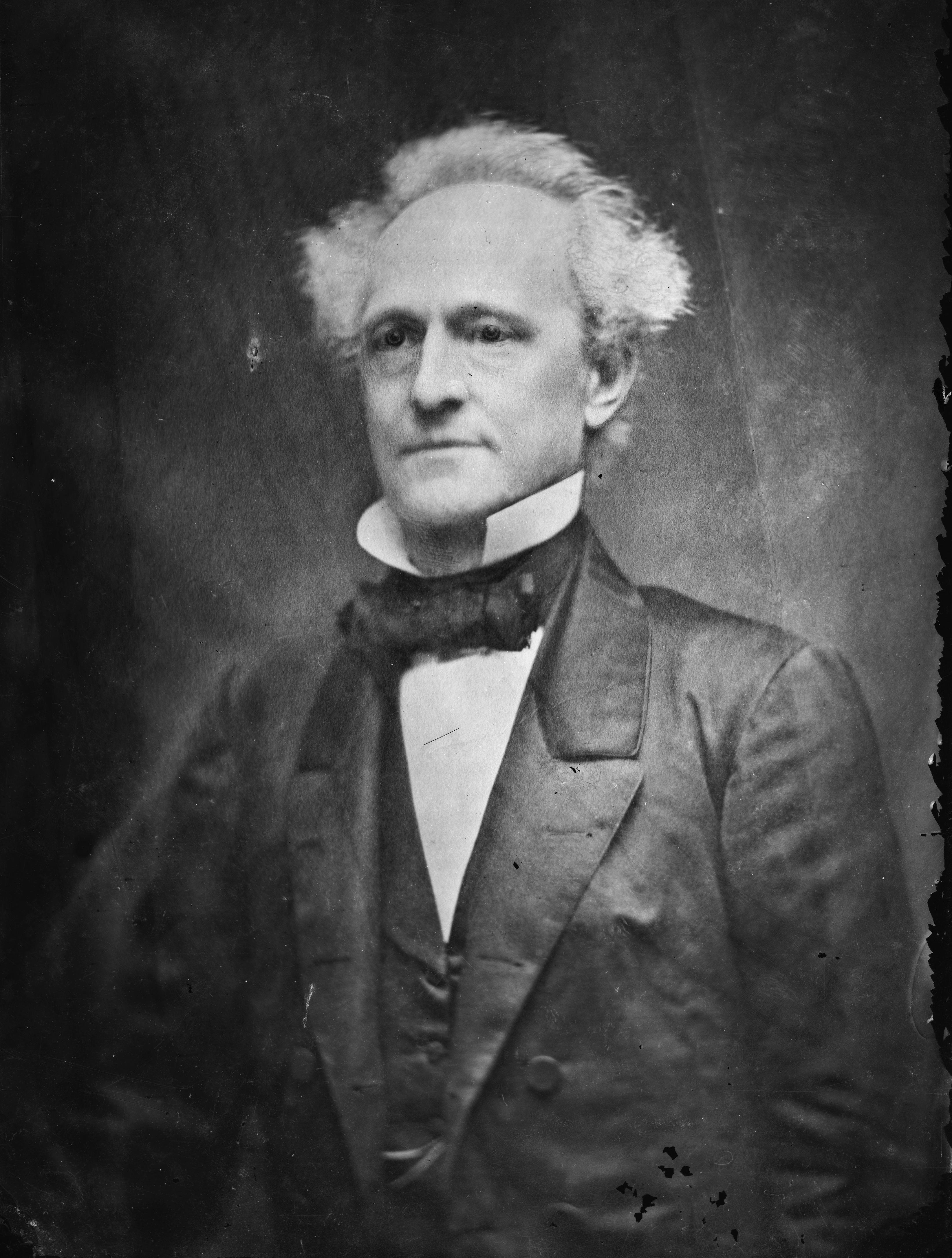
Voormalig Afgevaardigde William Butler uit Kentucky Democratische Partij
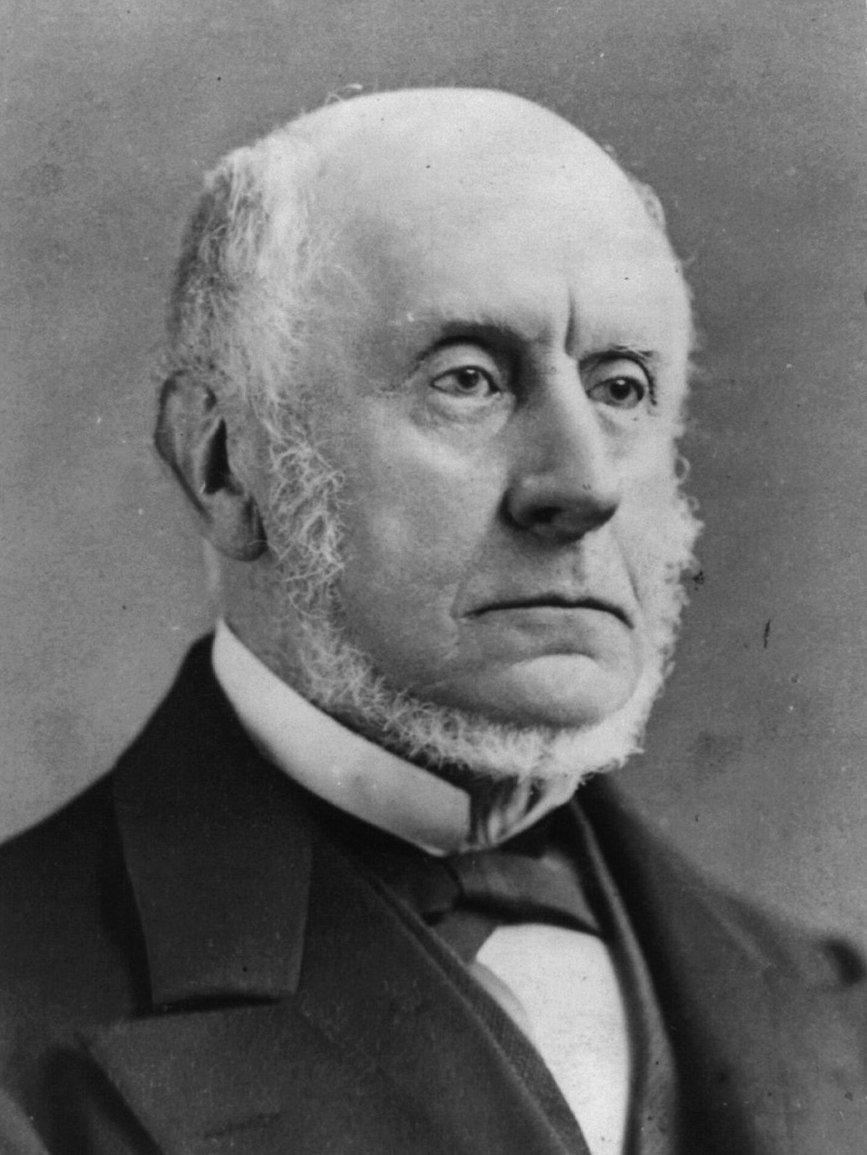
Uitgever Charles Adams sr. uit Massachusetts Free Soil Partij

- Voormalig 
 Afgevaardigde 
 Millard Fillmore 
 uit New York 
 Whig Partij
- Voormalig 
 Afgevaardigde 
 William Butler 
 uit Kentucky 
 Democratische Partij
- Uitgever 
 Charles Adams sr. 
 uit Massachusetts 
 Free Soil Partij

## Campagne
Met de Mexicaans-Amerikaanse Oorlog was het gebied van de Verenigde Staten sterk uitgebreid en dat bracht het conflict tussen Noord en Zuid over de slavernij weer naar boven. Taylor, een militaire held uit de oorlog, stelde zich vaag op over de meeste beleidspunten, maar hij leunde wel tegen de anti-slavernijfracties in het land aan, terwijl Cass meer pro-slavernij was. Naast de slavernijkwestie spitste de campagne zich vooral toe op persoonlijke aanvallen tussen de partijen, waarbij Taylors intelligentie en Cass' integriteit in kwestie werden getrokken.

## Uitslag
De verkiezingen van 1848 waren de eerste in de Amerikaanse geschiedenis waarbij iedereen op dezelfde dag zijn stem kon uitbrengen, met uitzondering van South Carolina. Taylor won ongeveer 47% van de stemmen tegenover 42% voor Cass en ruim 10% voor Van Buren. Taylors marge in het kiescollege was 36 (163-127).
| Kandidaat        | Partij               | Stemmen   | Percentage | Kiesmannen | Running mate      |
| ---------------- | -------------------- | --------- | ---------- | ---------- | ----------------- |
| Zachary Taylor   | Whig Party           | 1.360.235 | 47,3%      | 163        | Millard Fillmore  |
| Lewis Cass       | Democratische partij | 1.222.353 | 42,5%      | 127        | William Butler    |
| Martin Van Buren | Free Soil Party      | 291.475   | 10,1%      | 0          | Charles Adams sr. |
| Overigen         | Overigen             | 2.755     | 0,1%       | 0          |                   |
| Totaal           | Totaal               | 2.876.818 | 100%       | 290        |                   |